# Соната для фортепиано и валторны № 2 (Данци)
Сона́та для фортепиа́но в сопровожде́нии обяза́тельной валто́рны или виолонче́ли ми мино́р, соч. 44, P. 255 (иногда называемая Конце́ртной) — вторая из двух сонат Франца Данци для этого состава исполнителей, написанная через девять лет после первой. Её публикацию лейпцигское издательство «Брейткопф и Гертель» анонсировало в ноябре 1813 года. В январе следующего года во «Всеобщей музыкальной газете» была напечатана короткая рецензия, в целом положительная. Первая соната для валторны, написанная в минорной тональности. По сравнению с ми-бемоль-мажорной сонатой Данци ми-минорная исполняется и записывается реже.

## История создания
Обстоятельства создания сонаты неизвестны. С 1812 года и до конца жизни Данци руководил оркестром в Карлсруэ. За время, прошедшее с написания композитором первой сонаты, репертуар для дуэта валторны с фортепиано пополнился несколькими значительными произведениями: в 1811 году появилась фа-мажорная соната Фердинанда Риса, а в 1812 была опубликована ми-мажорная соната Николауса фон Круффта. «Ответом» на последнюю, возможно, и стала новая соната Данци.
Использовавшаяся в это время натуральная валторна ещё не имела вентилей и, как следствие, обладала ограниченным звукорядом. Это не создавало особенных затруднений при сочинении в простейших мажорных тональностях, но возможность написания крупных произведений в миноре была исключена. Данци первым решился написать сонату с минорной основной тональностью. Вероятно, отчасти несовершенством натуральной валторны объясняется выбор мажорного лада для финала. Необычным является и совпадение тональностей второй и третьей частей.
Как и в случае с первой сонатой Данци, для увеличения числа возможных покупателей в дополнение к партиям фортепиано и валторны была выпущена партия виолончели.

## Композиция
Соната состоит из трёх частей.
- I. Allegro
- II. Larghetto
- III. Allegretto

Первая часть (в традиционной сонатной форме) начинается двумя решительными аккордами обоих инструментов в унисон, каждому из которых противопоставляется жалобный ответ фортепиано. Эта главная тема всей части укладывается в восемь тактов. Затем фортепиано излагает лирический «противовес» к ней (являющийся развитием темы), на что коротко и мрачно отвечает валторна. Стремительная связующая партия построена на фортепианных арпеджио. Она позволяет перейти от тёмных красок к светлым. Тема написанной в параллельном соль мажоре побочной партии исполняется сначала фортепиано, затем валторной. Заключительная партия традиционна; как и в связующей, в ней выделяется роль фортепиано, на этот раз играющего гаммами. Возвращается материал из начала сонаты: аккорды у валторны и ответ у фортепиано. Экспозиция повторяется. Разработка естественно продолжает последние её такты. Фортепиано врывается с яростными аккордами, и следующий за ними краткий возглас валторны, хотя и светлый, оказывается основанием для модуляции в ля минор. Главная тема проходит секвенцией через ряд минорных тональностей. Валторна поначалу помогает подчёркивать резкие аккорды, но затем её плавные вторжения в фигурации фортепиано утишают драматичность музыки, и именно валторне отдано проведение темы побочной партии в разработке. Её подхватывает фортепиано. В репризе почти весь материал оставлен без изменений, но из главной партии изъят заключительный период (мрачный ответ валторны). Побочная партия излагается в ми мажоре, и эта тональность сохраняется до конца части. Неуверенность заключительных аккордов исправляется бодрой кодеттой.
Вторую часть, также сонатную форму, начинает фортепиано, но спустя четыре такта на первый план выходит валторна, которая исполняет кантиленную тему целиком, приводя её в параллельный до-диез минор. На протяжении следующей вариации (уже снова в ми мажоре), валторна постоянно «доигрывает» за фортепиано мелодию. Несколько нисходящих пассажей начинают модуляцию в тональность побочной партии, однако это происходит не сразу, переход долго подготавливается новой доминантой, сохраняющей напряжение. Требуемый си мажор устанавливается лишь в короткой (пять тактов) заключительной партии. Фортепианный пассаж возвращает основную тональность. За новым проведением темы валторной (на этот раз она заканчивается «правильно», в ми мажоре) помещён контрастирующий разработочный эпизод. Оживлённость ему придают синкопированные аккорды в аккомпанементе и перемена лада (ми минор). Вскоре после кульминации начинается реприза, а размеренная поступь фортепиано незаметно превращается в текучий аккомпанемента к теме. На этот раз избежать как будто неотвратимой модуляции её в до-диез минор позволяет исключение вариации. Побочная партия так же не может прийти к своей тонике, которая теперь совпадает с тональностью главной партии. Последние шесть тактов отведены под кодетту.
Третья часть написана в форме вариаций. Изложение простой двухчастной темы наконец целиком предоставляется валторне. Она начинается с характерного скачка на квинту вниз; валторна долго тянет ноту, прежде чем разрешить её. В первой вариации фортепиано заполняет эти «пустоты» лёгкими трелями. Ощущению воздушности способствует также и то, что валторна на протяжении всей этой вариации молчит. Вторая вариация — диалог двух инструментов: они перебрасываются арпеджио и трелями. В третьей вариации валторна исполняет первоначальную версию темы, но аккомпанемент фортепиано изменён на параллельное движение двух голосов. В четвёртой вариации, имеющей более сложную структуру (три периода вместо двух), первенство вновь уходит к фортепиано, проводящему изящные фигурации на фоне аккомпанемента валторны. Пятая вариация написана в одноимённом ми миноре, и в ней инструменты равноправны: первую половину периода фортепиано аккомпанирует валторне, затем они меняются местами. Ми мажор возвращается в небольшой (четыре такта) фортепианной интерлюдии (Adagio), за которой следует развёрнутая последняя вариация (Allegro), напоминающая четвёртую (валторна аккомпанирует фортепианным пассажам). В конце снова излагается тема, на этот раз несколькими использованными в предыдущих вариациях способами, что позволяет суммировать материал всей части и достичь большего единства формы.

## Издания
В середине XX века соната была издана в редакции фаготиста Йоханнеса Войцеховского (из сочинений Данци он также издал трио Фа мажор для скрипки, валторны и фагота, соч. 23 и оригинальную, не печатавшуюся, версию секстета Ми-бемоль мажор, P. 283).
- Franz Danzi. Sonate concertante, für Waldhorn und Klavier. Op. 44. Hrsg. und bearb. von Johannes Wojciechowski. — Hamburg: Sikorski (458), [1957]. — 28 S. + 1 St.

## Записи
В скобках указана дата записи.

### Выпущенные на компакт-дисках
- (1995) Майкл Томпсон[англ.] и Филип Фоук[англ.]. — Naxos Records[англ.] 8.554694.
- Хавьер Боне[нем.] (натуральная валторна) и Мириам Гомес-Моран (молоточковое фортепиано). — Arsis 4211.[5]